# Tierno verano de lujurias y azoteas
Tierno verano de lujurias y azoteas es una película española de 1993.

## Argumento
Durante un verano, Pablo (Gabino Diego), un muchacho que ha vivido hasta ese momento en la Unión Soviética y que acaba de regresar a España, intenta tener un romance con su prima Olga (Marisa Paredes), una actriz famosa y ya madura que está preparando una obra de teatro de William Shakespeare junto a su amante. Para ello, recurrirá a relatos lujuriosos presuntamente autobiográficos. Olga dudará entre su amante, a quien sigue queriendo, y su progresiva atracción por el joven Pablo.

## Premios
- Mejor Película en el Festival de Arcachón de 1993.

## Reparto
| Intérprete              | Personaje        |
| ----------------------- | ---------------- |
| Gabino Diego            | Pablo            |
| Marisa Paredes          | Olga             |
| Imanol Arias            | Doria            |
| Clara Sanchis           | Rubia Angelical  |
| Ana Álvarez             | Oscura           |
| Laura Bayonas           | Laura            |
| Sara Sanders            | Aida             |
| Paula Soldevila         | Pilar            |
| Ruben Cosenza           | Iván             |
| Gabriel Garbisu         | Félix            |
| Peio Arzak              | Camarero         |
| José María Tasso        | Maestro Filosofo |
| Pilar Ortega            | Contertulia      |
| José Cantero            | Guardian         |
| Sixto Cid               | Actor Bottom     |
| Lola Marceli            | Reina Amazonas   |
| Jesús Calle             | Teseo            |
| Elvira Heras            | Hada 1           |
| Rebeca Tébar            | Hada 2           |
| Velilla Valbuena        | Hada 3           |
| Isabel Ruiz de la Prada | Hada 4           |
| Joaquina Nuñez          | Hada negra       |
| Yolanda Caballero       | Pareja Primera   |
| Omar Ballesteros        | Pareja Primera   |
| María José Millán       | Pareja Segunda   |
| David González          | Pareja Segunda   |

- Datos: Q5672200